# Pyrocletodes coulli
Pyrocletodes coulli is een eenoogkreeftjessoort uit de familie van de Cletodidae. De wetenschappelijke naam van de soort is voor het eerst geldig gepubliceerd in 1976 door Dinet.